# スカイハーバー
スカイハーバー (Skyharbor) は、2010年にインド・ニューデリーで結成されたジェント、プログレッシヴ・メタルバンド。
2008年にハイドロジェント(Hydrodjent)の名前で結成。2012年から2015年までテッセラクトのメンバーであるダニエル・トンプキンスがボーカルを、2011年から2015年までインターヴァルズのメンバーであるアヌープ・シャストリーがドラムを務めていた。

## ディスコグラフィー

### アルバム
- 2012：Blinding White Noise: Illusion and Chaos
- 2014：Guiding Lights
- 2018：Sunshine Dust